# Rinzai

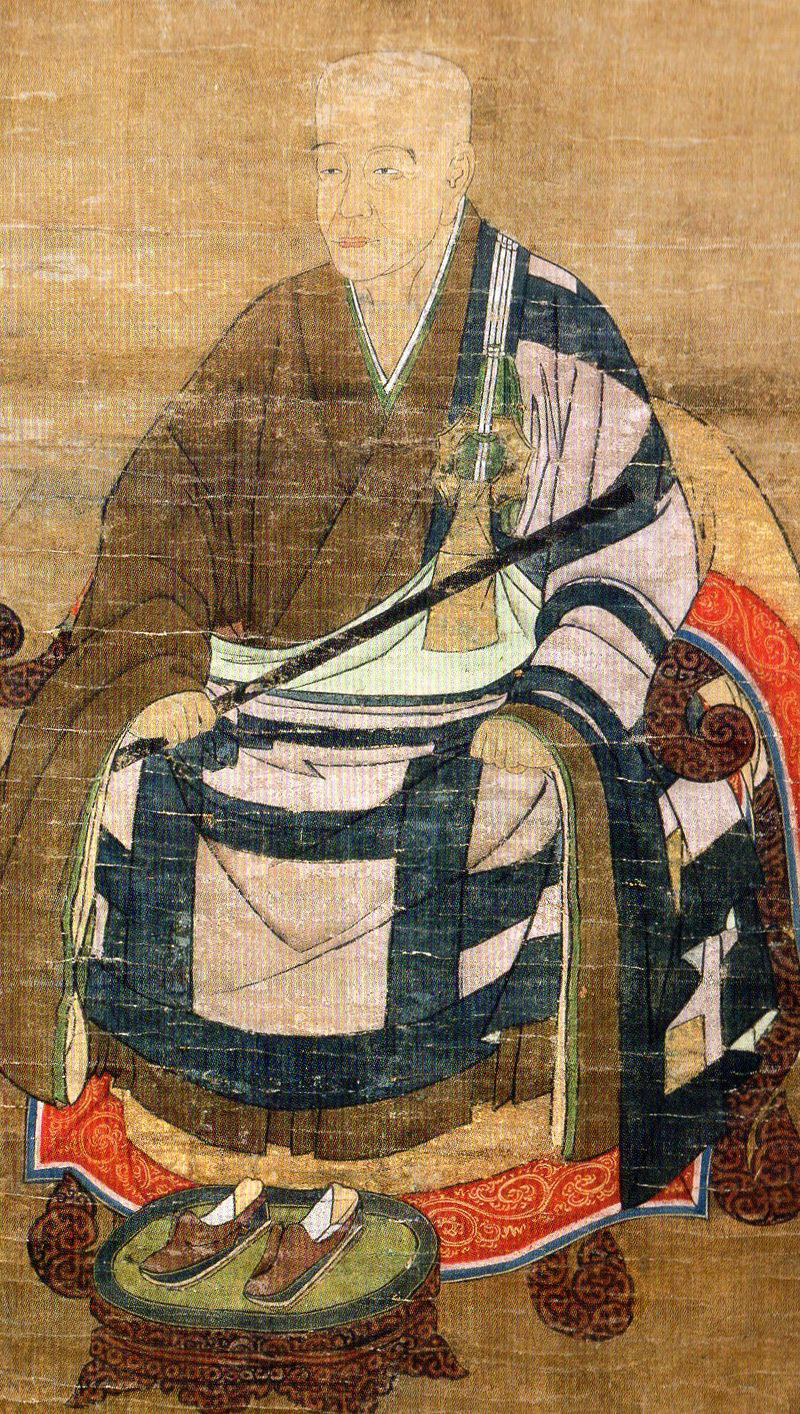
Le maître zen Myōan Eisai.

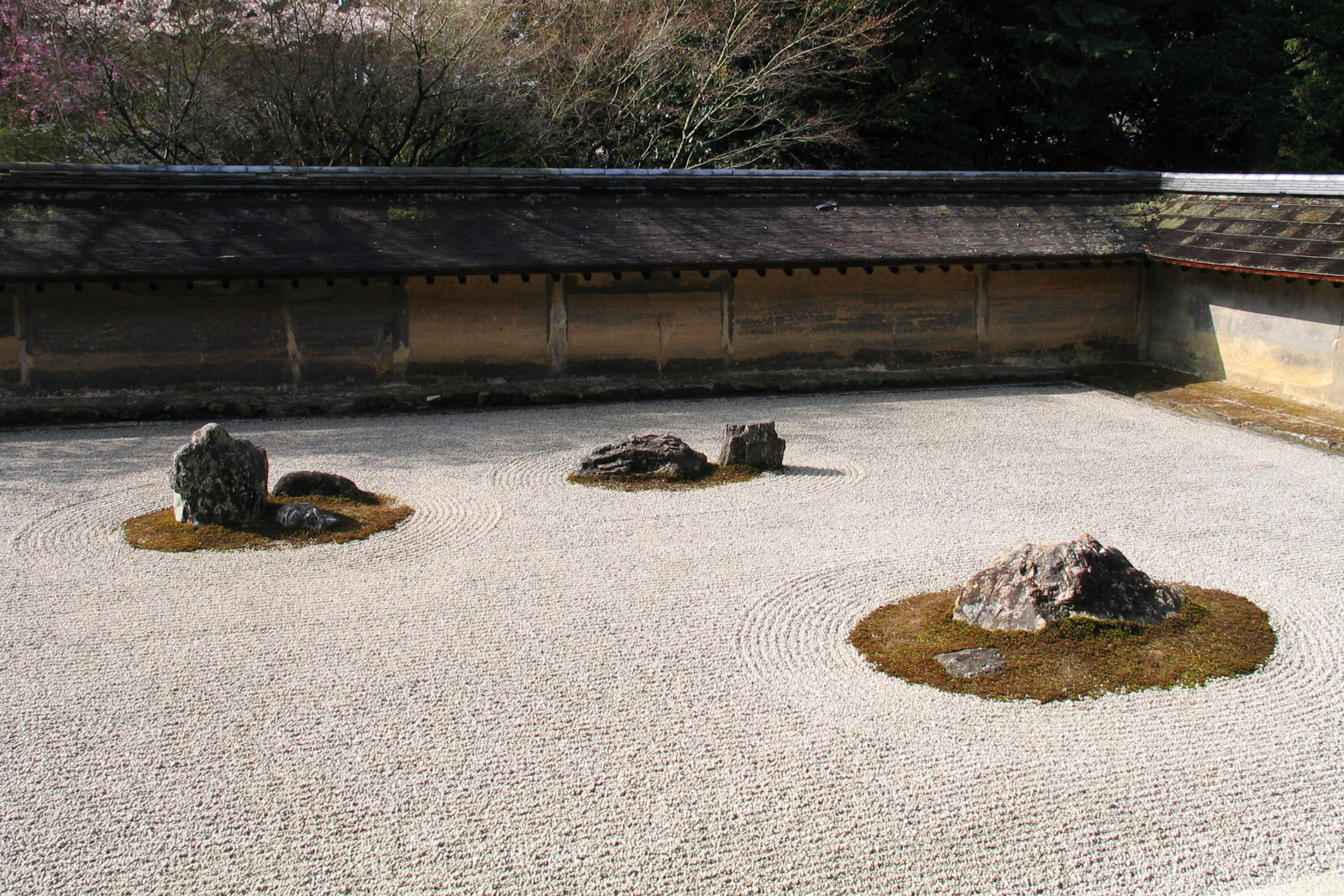
Le « jardin sec » du temple Ryōan-ji de l'école Rinzai à Kyoto.

L'école Rinzai (臨済宗, Rinzai-shū) est l'une des trois écoles du bouddhisme zen japonais avec Sōtō et Ōbaku.
Rinzai est la branche japonaise de l'école chinoise Linji, fondée par Linji Yixuan (臨済 義玄, Rinzai Gigen) sous la dynastie Tang, elle-même venant de l'école chan.
Elle comporte actuellement quinze branches dont chacune est dirigée par un monastère ou un temple principal.
Bien qu'il y ait eu plusieurs tentatives d'introduire des lignées Rinzai au Japon, ce n'est qu'avec les efforts du moine Myōan Eisai à son retour de Chine en 1191, que le zen Rinzai s'est enraciné au Japon. Il a pris une identité proprement japonaise, avec des maîtres influents comme Shuho Myocho (Daito Kokushi, 1283-1337) et Musō Soseki (1275-1351), qui n'ont pas étudié en Chine.

## Caractéristiques
L'école Rinzai équilibre la pratique entre zazen, l'étude des kōan et le travail physique (samu). Elle fut un vecteur important de la culture chinoise au Japon aux XVe et XVIe siècles.

## Histoire
En Chine, après la mort de Linji en 866, ses disciples constituèrent l'école Rinzai, qui se subdivisa au XIe siècle en deux branches connues par le nom des monts du Jiangxi où furent actifs leurs fondateurs : 
- Yangqi (杨岐派), sous l'influence de Yangqi Fanghui (杨岐方会) ;
- Huanglong (黄龙派), sous l'influence de Huanlong Huinan (黄龙慧南) issu de l’école Yunmen (云门宗?).

Yangqi devint, à partir des Song du Sud, le courant prédominant du bouddhisme chinois grâce au prestige du maître Dahui Zonggao (大慧宗杲, 1089-1163). Partisan d’un chan non sectaire, pratiqué dans la vie et dans la société plutôt que dans l’isolement des montagnes, il accordait une grande importance aux koan et critiquait le chan purement méditatif de la future école Sōtō.
En 1191, Eisai introduisit au Japon la branche Huanglong de Rinzai. 
En 1246, le moine chinois Lanxi Daolong (蘭溪道隆, Lankei Doryu) implanta Yangqi au Japon.
Rinzai s’est implanté durant l’ascension de la classe des bushi, bénéficiant du patronage des shoguns autant que de la cour impériale. Le zen, dont Rinzai fut la première lignée à prendre racine au Japon, était considéré durant la période Kamakura comme « le bouddhisme des bushi ». 
Au XVIIIe siècle, l'école Rinzai était entrée dans une période de stagnation et de déclin, quand le moine  Hakuin Ekaku (白院) (1686-1769) la redynamisa et la réorganisa ; ses méthodes vigoureuses donnèrent à l'école un renouveau qui perdura. Hakuin et ses successeurs eurent une telle influence que les maîtres Rinzai d'aujourd'hui se réclament encore de sa lignée. L'utilisation systématique des kōan, codifiés selon leur difficulté par Hakuin, est toujours le cadre de la formation Rinzai.

## Branches
Les quatorze branches que compte actuellement Rinzai au Japon sont connues par le nom de leur temple. Elles n’incarnent pas des divergences idéologiques ou pratiques fondamentales, mais des lignées d’ordination. La principale est celle du temple Myōshin-ji. Les autres branches importantes sont celles du Nanzen-ji, Daitoku-ji et Tofuku-ji. La quinzième branche est selon certains celle du Mampuku-ji, qui se rattache en fait à l’école Ōbaku fondée par un moine chinois de la lignée de Linji Yixuan. Selon d’autres, c’est celle du Kosho-ji (興聖寺) fondé en 1603 par Koō Enni (虚応 円耳).
L’école Fuke, active du XIIIe au XIXe siècle, se réclame de Fuke (普化), disciple de Linji Yixuan.

## Le zen Rinzai aujourd'hui
Un grand nombre de lignées Rinzai ont été transplantées du Japon en Europe, aux Amériques et en Australie, et des pratiquants non japonais ont été certifiés comme enseignants et successeurs de ces lignées. Il y a des temples Rinzai, ainsi que des groupes de pratiquants dirigés par des laïcs, dans de nombreux pays.
L'école Rinzai apparaît aux États-Unis au début du XXe siècle.